# Guerre folle
Guerre folle („verrückter Krieg“) ist der Name eines Aufstands, den französische Historiker einer militärischen Auseinandersetzung Ende des Mittelalters gaben, bei der sich eine Koalition aus apanagierten und belehnten Fürsten gegen Anne de Beaujeu stellte, die Regentin des Königreichs nach dem Tod des Königs Ludwig XI. und während der Minderjährigkeit ihres Bruders, des Königs Karl VIII. Die Guerre folle dauerte von 1485 bis 1488.
Auf der Seite der Fürsten findet man Ludwig von Orléans – den späteren König Ludwig XII. – die Herzöge René II. von Lothringen, Franz II. von der Bretagne, Jean IV. de Chalon-Arlay – Fürst von Orange –, die Grafen Alain d’Albret, Karl von Angoulême, Odet d’Aydie – Graf von Comminges und Gouverneur von Guyenne – sowie Philippe de Commynes. Darüber hinaus wurde die Revolte vom Ausland unterstützt, insbesondere von England, Spanien und Habsburg.
Die Guerre folle ist der Anfang der Eingliederung der Bretagne in die Domaine royal.

## Name und Dauer
Der Begriff Guerre folle für dieses Unternehmen der großen Feudalherren gegen die Macht des Königs stammt von Paul Émile, der ihn in seinem 1581 erschienenen Buch Histoire des faicts, gestes et conquestes des roys de France erstmals benutzt.
Die Auseinandersetzung wurzelt in einer langen Reihe von Konflikten zwischen den französischen Fürsten und ihrem König in der zweiten Hälfte des 15. Jahrhunderts, darunter die Ligue du Bien public und die Praguerie. 1484–1485 versuchte Ludwig von Orléans mit Unterstützung durch Franz II. von der Bretagne und weiteren Fürsten, die Regentin Anne de Beaujeu zu stürzen, der es aber gelang, die Revolte kampflos für sich zu entscheiden: am 2. November 1485 wurde der Frieden von Bourges geschlossen, der die Feindseligkeiten beendete. Einige Historiker sehen hier das Ende einer ersten Phase der Guerre folle, der sich eine zweite Phase von Juni 1486 bis November 1488 anschloss, die gelegentlich Guerre de Bretagne genannt wird. Vor allem bretonische Historiker trennen die beiden Phasen, um die zweite zu einem französisch-bretonische Krieg oder gar einem bretonischen Unabhängigkeitskrieg – dem Bretonischen Erbfolgekrieg (1341–1364) folgend – hochzustilisieren.

## Verschwörungen und erste Revolte
Seit dem Beginn der Regierung Karls VIII. versuchte Ludwig von Orléans die Regentin abzusetzen, scheiterte aber vor den Generalständen in Tours (15. Januar bis 11. März 1484). Im April reiste Ludwig in die Bretagne, um sich mit dem Herzog Franz zu verbünden. Auch stellte er beim Papst in Rom den Antrag, seine Ehe annullieren zu lassen, um Anne de Bretagne heiraten zu können. Die Beaujeu ließen ihn zur Krönung Karls (30. Mai 1484) nach Reims kommen, wo er eine bedeutende Aufgabe wahrnehmen musste, weswegen er den Vertrag mit Herzog Franz (in dem auch die Ehe mit Anne de Bretagne geregelt wurde) auch erst am 23. November unterschreiben konnte. Zurück am Hof versuchte er, den König für sich zu gewinnen, doch Anne de Beaujeu wurde gewarnt und drang mit Gewalt in die königlichen Gemächer ein, wo die Unterredung zwischen König und Herzog stattfand. Der Herzog von Orléans wurde in Gien unter Hausarrest gestellt.
Am 17. Januar 1485 versuchte Ludwig, Paris aufzuhetzen, scheiterte jedoch auch hier. Am 3. Februar gelang ihm die Flucht nach Alençon, wo er am 12. März eine Ehrenerklärung abgab. In der Gegend um Évreux stationierte königliche Truppen verhinderten, dass er in die Bretagne entkam. Ludwig zog sich daraufhin nach Orléans zurück. Die zeitgleiche Erhebung des bretonischen Adels wurde von der königlichen Armee unterdrückt. Am 30. August publizierte Ludwig ein Manifest gegen die Regentschaft. Die königliche Armee marschierte auf Orléans, Ludwig entkam nach Beaugency, von wo ihn der junge Louis II. de La Trémoille im September vertrieb. Am 9. August schloss sich Franz von Bretagne einem Waffenstillstand an, der am 2. November durch den Vertrag von Bourges auf ein Jahr vereinbart wurde.

## Wiederaufnahme der Kämpfe
Mit dem Ende des Waffenstillstands begann die Revolte von neuem. Schon im Juni 1486 war der neue Rex Romanorum Maximilian I. von Habsburg in Nordfrankreich eingefallen; im November bemächtigte sich François I. d’Orléans-Longueville der Burg von Parthenay. Am 11. Januar 1487 floh Ludwig von Orléans aus dem Schloss Blois erneut in die Bretagne, von den königlichen Bogenschützen verfolgt. Die königliche Armee rückte Anfang Februar aus Tours aus und begann eine Offensive im Südwesten Frankreichs; sie war am 7. März in Bordeaux, wo sie Odet d’Aydie, den Gouverneur von Guyenne, ab- und durch Peter von Beaujeu ersetzte. Am 15. März zog die Armee aus Bordeaux ab und eroberte Parthenay am 30. des Monats. Dunois floh zu Ludwig von Orléans nach Nantes. Die Armee zog in die Bretagne, wo sich der bretonische Adel im Vertrag von Châteaubriant mit dem König verständigte: der Herzog werde nicht von der Armee angegriffen, wenn er die Bretagne nach der Gefangennahme der beiden Rebellen verlasse. Im Norden gelang es Marschall d’Esquerdes, Herr des Querdes, Maximilian von Habsburg aufzuhalten und schließlich zurückzuschlagen. Im Süden besiegte der Herr von Candale Alain d’Albret in der Schlacht von Nontron, als dieser sich den Rebellen im Norden anschließen wollte, und zwang ihn, Geiseln zu stellen. In der Bretagne hielten die königlichen Truppen unter dem Vizegraf Jean II. de Rohan den Norden der Halbinsel und die Stadt Ploërmel.
Am 1. April misslang die Mobilmachung des Herzogs Franz II. Die königliche Armee drang in die Bretagne ein und fand in Châteaubriant, Vitré, Ancenis und Clisson die Tore offen. Nantes wurde belagert, aber die Bretonen aus dem Cornouaille brachen mit Unterstützung von Söldnern den Ring auf. Korsaren aus der Normandie blockierten die bretonische Küste.
Am 20. Januar 1488 erklärte das Parlement de Paris die Herzöge von Bretagne und Orléans zu Rebellen und sprach sie damit der Majestätsbeleidigung (Lèse-majesté) schuldig. Ludwig von Orleáns eroberte im Frühjahr für seinen Verbündeten Vannes, Auray und Ploërmel, wo der Vicomte de Rohan kapitulieren musste.
Am 24. April wurde der Besitz Ludwigs beschlagnahmt. Alain d’Albret erhielt finanzielle Unterstützung aus Spanien und konnte sich mit 5000 Männern den Bretonen anschließen. Maximilian von Habsburg schickte 1500 Männer. La Trémoille versammelte seine Truppen an den Grenzen der Bretagne, Lord Scales ging mit englischen Truppen an Land. Marschall d’Esquerdes unterstützte einen Aufstand in Flandern, um Maximilians Kräfte dort zu binden. Währenddessen stritten sich die Verbündeten des Herzogs Franz um die Hand seiner Tochter: Ludwig von Orléans, Alain d’Albret und Maximilian von Habsburg waren die Freier. Die königlichen Truppen eroberten Fougères am 12. Juli, anschließend Dinan. Mit der Niederlage des Marschall de Rieux am 28. Juli 1488 in der Schlacht von Saint-Aubin-du-Cormier kam der Krieg zum Erliegen.
Franz II. starb am 9. September 1488, Anne de Bretagne wurde Herzogin im Januar des folgenden Jahres. Odet d’Aydie, Dunois und viele andere Verschwörer wurden amnestiert. Ludwig von Orléans wurde in Festungshaft genommen und drei Jahre später von Karl VIII. nach dessen Volljährigkeit begnadigt.

## Folgen
Anne de Bretagne schloss im Dezember 1490 die Ehe mit Maximilian, wodurch sich eine Einkesselung Frankreichs durch die Habsburger (bis dahin Österreich, Burgundische Niederlande, Freigrafschaft Burgund) abzeichnete. Karl VIII. reagierte militärisch und erreichte im Dezember 1491, dass Anne seine Frau wurde. 1496 verheiratete Maximilian seinen Sohn Philipp den Schönen mit Johanna von Kastilien – die Einkesselung Frankreichs wurde somit real. Als Karl 1498 ohne überlebende Nachkommen starb, wurde Anne de Bretagne von Ludwig von Orléans, dem ehemaligen Rebellen und neuen König Ludwig XII. übernommen. Ihre Tochter Claude de France heiratete später Franz von Valois-Angoulême, den nächsten in der Thronfolge, wodurch die Bretagne endgültig an die Krone gebunden war.